# Ратледж (Алабама)
Ратледж (англ. Rutledge) — місто (англ. town) в США, в окрузі Креншо штату Алабама. Населення — 351 особа (2020).

## Географія
Ратледж розташований за координатами 31°43′27″ пн. ш. 86°18′7″ зх. д. / 31.72417° пн. ш. 86.30194° зх. д. (31.724072, -86.302008).  За даними Бюро перепису населення США в 2010 році місто мало площу 15,18 км², уся площа — суходіл.

## Демографія
Згідно з переписом 2010 року, у місті мешкало 467 осіб у 197 домогосподарствах у складі 121 родини. Густота населення становила 31 особа/км².  Було 238 помешкань (16/км²).
Расовий склад населення:
| - 73,7 % — білих - 22,9 % — чорних або афроамериканців - 1,1 % — азіатів - 1,3 % — осіб інших рас |

До двох чи більше рас належало 1,1 %. Частка іспаномовних становила 2,1 % від усіх жителів.
За віковим діапазоном населення розподілялося таким чином: 21,2 % — особи молодші 18 років, 62,1 % — особи у віці 18—64 років, 16,7 % — особи у віці 65 років та старші. Медіана віку мешканця становила 42,4 року. На 100 осіб жіночої статі у місті припадало 93,8 чоловіків;  на 100 жінок у віці від 18 років та старших — 93,7 чоловіків також старших 18 років.
Середній дохід на одне домашнє господарство  становив 48 879 доларів США (медіана — 39 688), а середній дохід на одну сім'ю — 59 245 доларів (медіана — 55 278). За межею бідності перебувало 13,5 % осіб, у тому числі 17,0 % дітей у віці до 18 років та 8,9 % осіб у віці 65 років та старших.
Цивільне працевлаштоване населення становило 124 особи. Основні галузі зайнятості: виробництво — 23,4 %, освіта, охорона здоров'я та соціальна допомога — 20,2 %, фінанси, страхування та нерухомість — 16,9 %.